# Beecher, Illinois
Beecher är en ort (village) i Will County i Illinois. Vid 2010 års folkräkning hade Beecher 4 359 invånare.